# Alone in the Dark (gra komputerowa 2024)
Alone in the Dark – gra komputerowa z gatunku survival horror, wyprodukowana przez szwedzkie studio Pieces Interactive i wydana 20 marca 2024 roku przez THQ Nordic. Część serii gier komputerowych Alone in the Dark.

## Fabuła
Akcja gry rozgrywa się w 1930 roku w Stanach Zjednoczonych. Emily Hartwood otrzymuje list od swego wuja Jeremy’ego, przebywającego w posiadłości Derceto dla osób z zaburzeniami psychicznymi. Hartwood prosi o pomoc detektywa Edwarda Carnby’ego. Głównym celem gry jest odnalezienie Jeremy’ego i rozwikłanie tajemnicy posiadłości Derceto.

## Rozgrywka
Alone in the Dark to survival horror widziany z perspektywy trzeciej osoby. Po rozpoczęciu gry gracz wybiera postać: Emily Hartwood albo Edwarda Carnby’ego. Gracz, eksplorując teren posiadłości, może podnosić przedmioty i rozwiązywać zagadki logiczne. Gracz mierzy się również z licznymi potworami. Można je pokonywać z użyciem broni palnej (aczkolwiek amunicja występuje w nieznacznych ilościach) i białej.

## Produkcja
Alone in the Dark jest remakiem gry o tym samym tytule z 1992 roku, wyprodukowanej przez francuską wytwórnię Infogrames. Za produkcję remake’u odpowiedzialne było szwedzkie studio Pieces Interactive, znane z takich utworów jak Magicka 2 i Titan Quest: Anniversary Edition. Wersja demonstracyjna została wydana w maju 2023 roku, a sama gra ukazała się 20 marca 2024 roku na platformy Microsoft Windows, Xbox Series X/S i PlayStation 5.

## Odbiór
Niektórzy recenzenci zwrócili uwagę na klimat i oprawę dźwiękową. Alexander Chatziioannou, pisząc dla magazynu „PC Gamer”, określił atmosferę w grze jako lynchowską, co podkreślała jazzowa ścieżka dźwiękowa Jasona Köhnena. Nicolas Deneschau z serwisu Adventure Gamers podkreślił widoczny w grze wystrój art déco i zniekształcone postacie w stylu Alberto Giacomettiego. Zdaniem Deneschaua, jazzowa kompozycja wciąga gracza w mroczny świat posiadłości Derceto, a niektóre lokalizacje, np. bagna i ulice Nowego Orleanu utrzymują atmosferę lovecraftowskiego horroru.
Gra była porównywana do serii Resident Evil. Tristan Ogilive z IGN negatywnie ocenił nijaki wygląd przeciwników, którzy nie mają żadnych cech charakterystycznych. W jego ocenie potwory przypominają wstępne szkice autorstwa głównego projektanta gier Resident Evil Shinji Mikamiego. Sceptycznie odniósł się także do ponownego przejścia gry drugą postacią, porównując postacie Hartwood i Carnby’ego na niekorzyść z parą Claire – Leon z Resident Evil 2. Deneschau zauważył, że podobnie jak remaki Resident Evil, mechanika gry została zaprojektowana od zera, aby przypominać współczesne produkcje. Recenzent podkreślił, że odkrywanie terenów Derceto przypomina rozgrywkę z pierwszej części Resident Evil wydanej w 1996 roku.
Według raportu Embracer Group gra sprzedała się poniżej oczekiwań wydawcy.